# Gheorghe Manu
Gheorghe Manu (alternativ George Manu sau Georges Mano; n. 13 februarie 1903, București, România – d. 12 aprilie 1961, Aiud, regiunea Cluj, România) a fost un fizician român și o figură deosebită în mișcarea națională de rezistență de după al Doilea Război Mondial.

## Biografie
Părinții săi au fost Ioan (Iancu) Manu (fiul generalului Gheorghe Manu) și Elisabeta (Zeta Cantacuzino).
Se trăgea, conform tradiției, dintr-o veche familie genoveză, pe nume Manno (pe blazonul familiei figurează o mână ieșind din apă), stabilită la Constantinopol înainte de cucerirea otomană. Urmașii strămoșului Mihail Manu, sosit în Țara Românească în prima jumătate a secolului al XVIII-lea, s-au înrudit prin alianță cu familii boierești și domnitoare din partea locului, împământenindu-se; așa se face că în ascendența lui Gheorghe Manu se regăsesc numele domnilor Șerban Cantacuzino și Constantin Brâncoveanu.
Școala primară și liceul le-a pregătit în particular (cu excepția ultimelor două clase de liceu, urmate la Nancy), absolvind liceul în 1921. Se înscrie la Facultatea de Științe a Universității din București, obținând în 1925 două licențe: în matematică și în fizico-chimice. În 1926 obține certificatul de studii superioare de chimie fizică și radioactivitate al Facultății de Științe din Paris. Lucrează apoi la Institut du Radium (1927-1934), pregătindu-și teza de doctorat sub îndrumarea Mariei Curie. Frecventează simultan, la Sorbona și Collège de France, cursurile ținute de Eugène Bloch, Louis de Broglie și Paul Langevin. În 1933 își susține teza de doctorat, obținând diploma de Docteur ès sciences physiques (Doctor în științele fizice), cu mențiunea „très honorable”. Declină oferta de a rămâne cercetător la Institut du Radium și se întoarce în țară, devenind asistent la Facultatea de Științe din București (1935). Va fi numit conferențiar abia în 1945 – prea târziu.
A fost membru corespondent al Academiei de Științe din România începând cu 21 decembrie 1935. Se căsătorește în 1936 cu Sonia Poulieff.
Aderă în 1937 la Mișcarea Legionară. În primii ani nu e activ politic, se remarcă însă prin activitate civică: ia atitudine deschis contra abuzurilor și corupției în mediul universitar din timpul dictaturii carliste (1938-1940) și e sancționat. Își exprimă oroarea față de atrocitățile din scurta perioadă de guvernare legionară (asasinarea lui Nicolae Iorga în 1940). Devine activ în conducerea legionară în 1943 și este, o vreme, comandant interimar al mișcării. Duce apoi o dublă existență, împărțindu-se între îndeletnicirile de asistent la Facultatea de Științe și cele, clandestine, de coordonator al mișcării legionare. La sfârșitul războiului trece definitiv în clandestinitate, dedicându-se exclusiv mișcării naționale de rezistență. În 1948 este arestat și condamnat, în „procesul grupului de complotiști, spioni și sabotori”, la muncă silnică pe viață.
Intelectual cu o vastă cultură științifică și umanistă, ajutat de o excepțională memorie, Gheorghe Manu a ținut adevărate cursuri clandestine pentru codeținuți: matematică, fizică, filozofie, istorie, geografie, literatură, drept, limbi străine... Talentul și inventivitatea sa au produs metode originale de comunicare în temniță – ca texte scrise cu vârful acului pe tăblițe de săpun, sau mesaje Morse codificate prin noduri pe un fir de ață. I s-a cerut să participe la „reeducarea de la Aiud”, semnând o declarație de desolidarizare; demn și dârz, nu a făcut nici un compromis. Ca pedeapsă, grav bolnav fiind, i-a fost refuzat ajutorul medical; a decedat la 12 aprilie 1961, în penitenciarul Aiud.

## Fizicianul
Cercetările asupra absorbției radiației alfa în materie întreprinse de Gheorghe Manu la Institut du Radium cuprind determinări experimentale foarte precise și interpretarea lor teoretică în cadrul modelelor existente. Rezultatele au fost publicate în Comptes rendus de l’Académie des sciences (1932-33) și au constituit substanța tezei sale de doctorat, intitulată Cercetări asupra absorbției razelor alfa (Recherches sur l'absorption des rayons α), publicată în Annales de physique (1934). Era, în vremea aceea, cea mai completă investigație a interacției radiației alfa cu materia, ea însăși un subiect nou și actual, și a fost citată extensiv.
Cercetări experimentale de fizică nucleară erau greu de realizat la Facultatea de Științe din București, unde infrastructura necesară era deficitară. A continuat să publice (1937-1940) lucrări de analiză a unor date experimentale proprii anterioare și din literatură, dezvoltând latura teoretică, în dialog de idei cu prietenul Șerban Țițeica, asistent suplinitor la Politehnică.
După ce, de mai mulți ani, la Facultatea de Științe se preda o conferință de Radioactivitate de către Ștefania Mărăcineanu, George Manu inițiază niște ore de fizică nucleară. Ca simplu asistent la Catedra de Fizică Moleculară, Acustică și Optică, el nu putea ține decât seminarii sau lucrări practice cu studenții. Cum cursul predat de Eugen Bădărău includea un semestru de spectroscopie, Gheorghe Manu, ajutat de Radu Grigorovici, a amenajat într-o încăpere din subsol un modest laborator de fizică atomică pentru studenți. După laboratorul de radioactivitate pe care Ștefania Mărăcineanu îl conducea de mai mulți ani, acesta era cel de-al doilea laborator ce trata aspecte din domeniul fizicii atomice și nucleare.
A ținut numeroase prelegeri și comunicări la Societatea Română de Fizică, al cărei secretar a fost (1936-1945). Subiectele din domeniul fizicii nucleare erau de mare actualitate pentru auditoriu: transmutări prin raze α și neutronul, transmutări prin particule accelerate, pozitroni, radioelemente artificiale, structura și stabilitatea nucleului, date noi despre razele cosmice, despre parcursul particulelor de transmutare, transmutarea uraniului și toriului, momente nucleare...
În 1940 publică volumul I (despre isotopi, momente nucleare, radioactivitate) al monografiei Fizica nucleară proiectată în trei volume. Această lucrare a fost primul tratat de fizică nucleară din România. Nu a reușit să mai scrie volumul II (despre transmutări nucleare) și volumul III (despre teoria nucleului).

## Testis Dacicus
În primăvara anului 1947, Gheorghe Manu a redactat un amplu studiu intitulat În spatele Cortinei de Fier – România sub ocupație rusească (o primă versiune, scrisă în 1945-1946, purta titlul România între Rusia și Europa), semnat cu pseudonimul Testis Dacicus. Scopul lucrării este declarat succint în Prefață:
„Prezentul studiu are drept scop să descrie în mod obiectiv felul în care un popor mic este nimicit în mod sistematic de o mare putere.”
„El intenționează să informeze pe orice persoană imparțială și în special pe conducătorii celor două Puteri Occidentale, Statele Unite și Imperiul Britanic. Aceste state și-au asumat în mod voluntar obligații precise prin Charta Atlanticului, care a devenit acum Charta Națiunilor Unite. Astfel, națiunile amenințate de invazie străină și subjugare au fost îndreptățite să spere într-un viitor mai bun.”
„Ar fi păcat ca aceste speranțe să fie înșelate.”
Urmează o analiză detaliată a situației României ocupate și a perspectivelor ei, în context european. „Faptele vorbesc destul de clar pentru ele înșile și realitatea este prezentată dezbărată de menajări diplomatice.” Cele unsprezece capitole tratează despre:
- Poziția geografică a României și politica externă
- Controlul rusesc în Europa
- Controlul rusesc în România
- Dezagregarea politică a României
- Dezagregarea națională a României
- Dezagregarea socială a României
- Dezagregarea economică a României: mijloacele de producție
- Dezintegrarea economică a României: transporturile, comerțul, finanțele
- Dezintegrarea statului
- Criza deschisă
- Consecințele dezintegrării României

Dactilografiată în mai multe exemplare, în limbile română și engleză, lucrarea – impresionantă prin vastitatea și precizia informației – a fost transmisă, prin intermediul misiunilor civile și militare americane și britanice în România, puterilor occidentale. Datorită agenților KGB infiltrați în serviciul secret britanic, ea a ajuns cunoscută și conducerii sovietice. Identitatea autorului s-a aflat numai în cursul anchetării lui Manu.

## Desenatorul
Gheorghe Manu a fost un fin desenator: știa să redea cu spontaneitate, în maniera line art, fizionomiile care îi stârniseră interesul. Desenele reproduse aici prezintă câteva figuri de fizicieni pe care i-a cunoscut, schițate cu considerație și umor.
- Paris 1926-1934

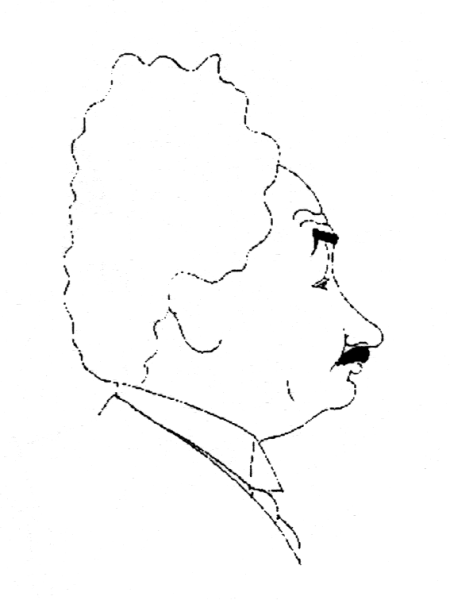
Albert Einstein
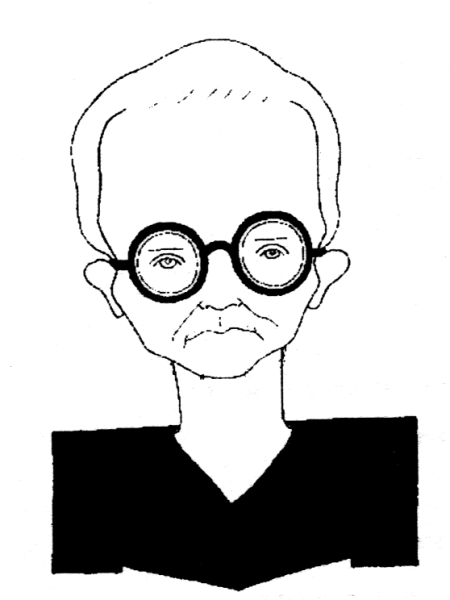
Marie Curie
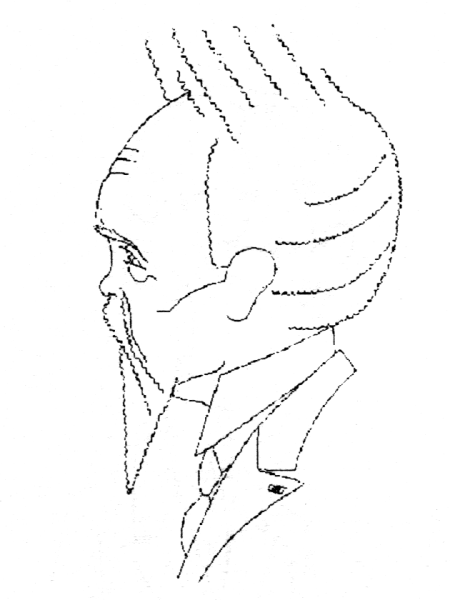
Jean Perrin
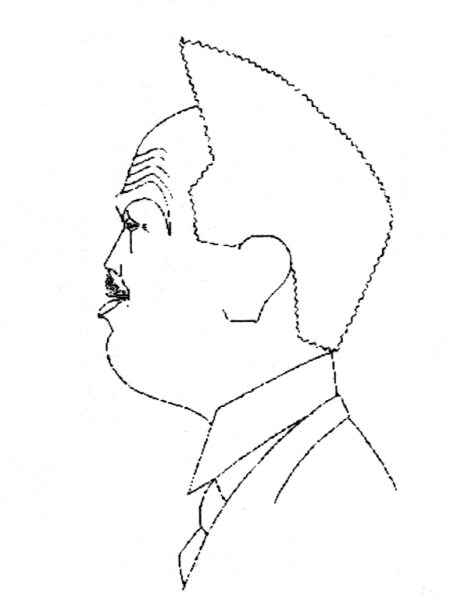
Louis de Broglie

- București 1937-1943

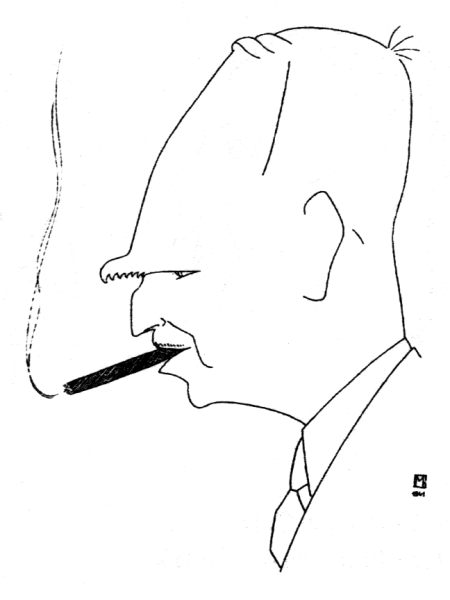
Otto Hahn
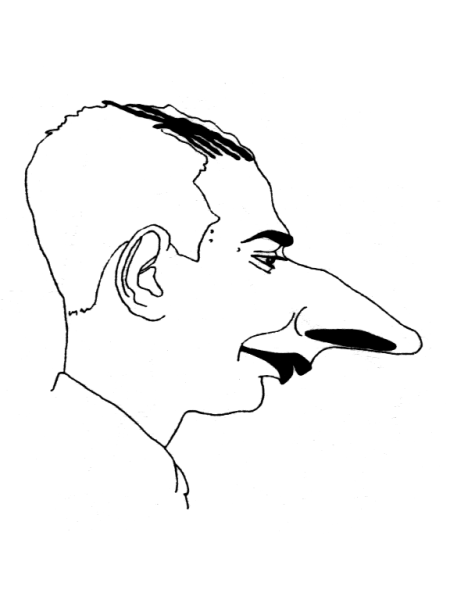
Șerban Țițeica
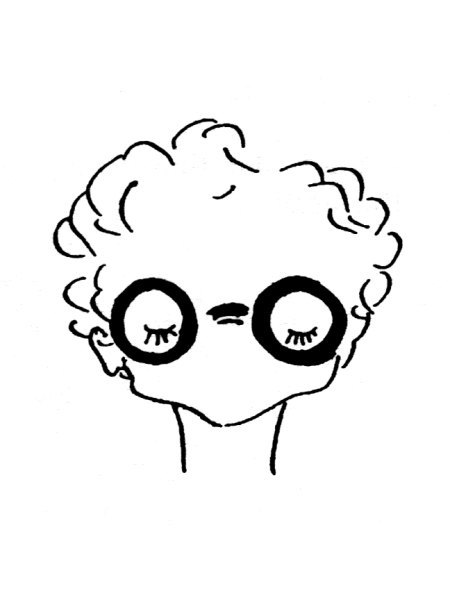
Margareta Giurgea
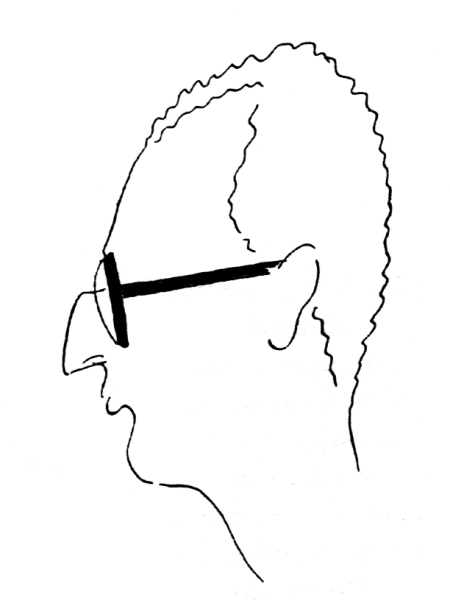
Radu Grigorovici
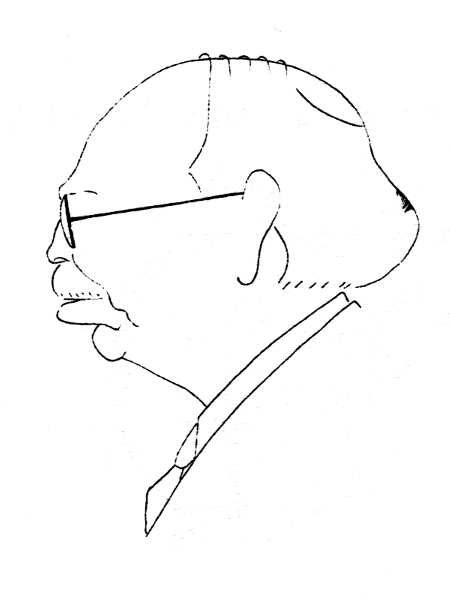
Eugen Bădărău

## Opere
- Gheorghe Manu: Fizica nucleară Vol. 1 Isotopi, momente nucleare, radioactivitate, Monitorul Oficial și Imprimeriile Statului, București, 1940.
- Testis Dacicus (George Manu): În spatele Cortinei de Fier – România sub ocupație rusească, Editura Kullusys, București, 2004.
- Testis Dacicus (George Manu): În spatele Cortinei de Fier: România sub ocupație rusească, ed. îngrijită și studiu introductiv de Silviu B. Moldovan, Editura Mica Valahie, București, 2011.

Lista completă a articolelor științifice.